# Giuseppe Antonio Guattani

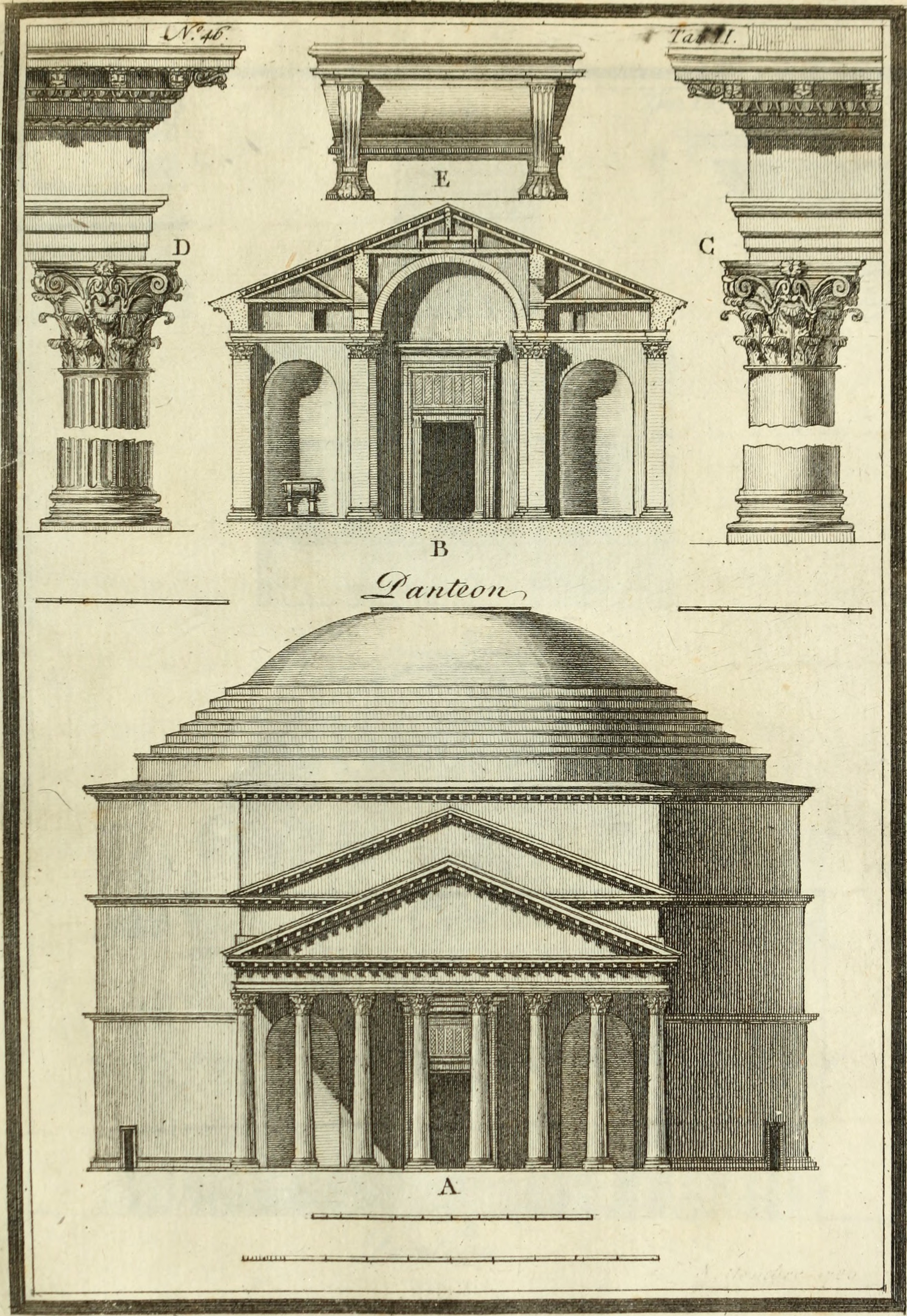
Roma descritta ed illustrata

Giuseppe Antonio Guattani

L'abate Giuseppe Antonio Guattani (Roma, 18 settembre 1748 – Roma, 29 dicembre 1830) è stato un archeologo, scrittore e professore di storia e di mitologia italiano.

## Biografia
Personaggio dalle mille sfaccettature, nacque a Roma nel 1748 da famiglia originaria della Valle Anzasca nel comune di Bannio Anzino, frazione di Pontegrande.
Il padre era Carlo Guattani, medico anatomico e chirurgo di tre sommi Pontefici, e la madre Caterina Pagliarini apparteneva ad una illustre famiglia romana di tipografi ed era sorella del Pagliarini incaricato da Clemente XIV alla reale corte del Portogallo.
A Roma fu segretario perpetuo dell'Accademia di belle arti e dell'Accademia di Archeologia (oggi nota come Accademia Nazionale di San Luca), dove ebbe l'occasione di conoscere numerosi valenti artisti, tra cui il giovane pittore Vincenzo Camuccini, uno dei maggiori esponenti del Neoclassicismo italiano.
La sua opera Monumenti antichi inediti ha la copertina incisa su disegno di Carlo Labruzzi.
Realizzò le incisioni nell'opera di Stanislao Morelli La pittura comparata nelle opere principali di tutte le scuole con incisioni a contorno.

## Opere
- Roma descritta ed illustrata dall'abbate Giuseppe Antonio Guattani romano [..], seconda edizione corretta ed accresciuta, 2 voll., Roma, Stamperia Pagliarini, 1805. Google Libri
- Memorie enciclopediche romane sulle belle arti, antichità [...], 5 voll., Roma, Carlo Mordacchini, 1806. Google Libri
- Monumenti sabini, 3 voll., Roma, Puccinelli, 1827-1830. Google Libri
- Lezioni di storia, mitologia e costumi ad uso di coloro che si dedicano alle arti del disegno, Roma, Crispino Puccinelli, 1837.
- Monumenti antichi inediti ovvero Notizie sulle antichità e belle arti di Roma, Roma, Stamperia Pagliarini, 1784-1805. Google Libri